# 月刊コミックNORA
『月刊コミックNORA』（げっかんコミックノーラ）は、学習研究社（現・学研ホールディングス、事業部門は学研パブリッシングに分割）が1986年から1998年にかけて刊行していた少年漫画雑誌。本項では前身である『SFアニメディア』（エスエフアニメディア、1985年から1986年にかけて刊行）と姉妹誌の『CAIN』（カイン）についても記述する（『コミックPocke』については『アニメディア』参照）。

## 概要
学研はこれ以前にも『どっかんV』（後に改題して『月刊少年チャレンジ』、1982年に休刊）等の漫画雑誌を刊行したことがあるが、「まいっちんぐマチコ先生」（えびはら武司）以外にはこれといったヒット作もなくいずれも短命に終わっていた。
1985年『アニメディア』増刊としてSF漫画を中心とした『SFアニメディア』を刊行。「サイボーグ009 時空間漂流民編」（石ノ森章太郎）が目玉とされた。また、デビューしてから間もなく当時ほとんど無名の長谷川裕一の「マップス」が人気作となる。同作のOVAが企画されるなど軌道に乗り出し、Vol.6まで刊行された後、1986年に『コミックNORA』としてリニューアルし『アニメディア』から独立した漫画雑誌になった。創刊号は1986年9月号。
初期の頃は巻頭掲載作品は毎号100ページ掲載されていた。
判型は少年漫画雑誌で一般的なB5判よりも小さいA5判であり「コンパクトなA5判にみなぎるパワー」というキャッチコピーが使用された。このサイズは幼年漫画雑誌や少女漫画雑誌では多数見受けられるが、この系統の漫画雑誌としては非常に珍しい。当初は隔月刊で、後に月刊化し『月刊コミックNORA』となる。1990年代に入ると少女漫画誌『CAIN』が本誌より分離する形で刊行され、「恋人は守護霊!?」（水縞とおる）など一部の作品はそちらに移籍した。同時期に創刊された少女漫画雑誌『月刊コミックPocke』との2誌の掲載作品の単行本はそれぞれ「ノーラコミックスCAINシリーズ」「ノーラコミックスPockeシリーズ」というレーベル名を使用した。
1996年には『ハイパーNORA』という増刊が刊行されたことがある。
末期は『月刊コミックノーラ』と表題をカタカナにし、メディアミックス企画ものを強化し判型も一般的なB5判にしたがうまくいかず、1998年9月号をもって休刊した。本誌の姉妹誌2誌に関しても『月刊コミックPocke』は1998年8月号、『CAIN』は1998年3月号をもってそれぞれ休刊している。
創刊初期の頃の経緯の関係もあって、SF漫画が多く掲載された。一方で、「おざなりダンジョン」（こやま基夫）のようなファンタジー漫画も多い。また、本誌から『CAIN』が分離したことからも分かるように、少年漫画雑誌でありながら少女漫画的な性格の強い作品も多い。この意味においては後の『月刊少年ガンガン』（スクウェア・エニックス）系列各誌や『月刊コミックブレイド』（マッグガーデン）等の派生誌に近い性格があるともいえる。
表紙には作品名の一覧ではなく作家名の一覧が掲載され、新人作家を育成するという志向も強かった。本誌から（プロ）デビューした漫画家としては渡瀬のぞみ・井原裕士などが挙げられる。うるし原智志はアニメーターとしての経歴はあったが漫画作品を初めて手がけたのは本誌である。
読者プレゼントの景品にテレホンカードが多かったことでも知られる。
1994年の『マップス』本編終了後、発行部数が下落傾向に陥り、バブル期にライバル誌が乱立していたこともあって、商業的に苦戦を強いられる。同作品終了後は“知る人ぞ知る”名作であった『おざなりダンジョン』をほぼ唯一の屋台骨と据えつつ新たなブレイクタイトルを待つも新規読者層の開拓はならず、伏線を回収して完結予定だった『おざなりダンジョン』を延命して第2部（『なおざりダンジョン』）を継がせるも、主人公3人以外の主要人気キャラクターが脱落した事から一気に人気が下がり、最終的にこれが本誌の運命を決める事となった。
傾向としては現在の『月刊少年エース』（角川書店）・『月刊コミック電撃大王』（アスキー・メディアワークス）・『月刊Gファンタジー』（スクウェア・エニックス）などに通じており、本誌休刊後にはこれらの雑誌に移籍した作家も多い。
本誌刊行当時に刊行された単行本は現在では全て絶版となっているが、後に他社から文庫版などが刊行されている作品はいくつかある。「ノーラコミックス」というレーベル名自体は現在でも使用・発行されているが、レーベル内通し番号の体系は本誌刊行当時とは異なる。

## 主な掲載作家・作品

### 本誌（SFアニメディア・月刊コミックNORA）
- 長谷川裕一「マップス」「マップス外伝」「忍闘炎伝」
  - 「マップス」連載開始は『SFアニメディア』創刊号、「忍闘炎伝」最終話は『月刊コミックノーラ』休刊号である
- こやま基夫「おざなりダンジョン」「なりゆきダンジョン」
- たがみよしひさ「NERVOUS BREAKDOWN」「NIGHT ADULTCHILDREN」「HARD」「なくしたピース」
  - 「NERVOUS BREAKDOWN」は本誌休刊後に「ノーラコミックスコンパクト」として学研から文庫版が刊行された（その後このレーベルの新刊は刊行されておらず、結局この作品のみとなった）。

上に挙げた「マップス」「おざなりダンジョン」「NERVOUS BREAKDOWN」の3作品はNORAの三大看板といわれていた。
- 石ノ森章太郎 「サイボーグ009 時空間漂流民編」
  - 最終話は『コミックNORA』創刊号掲載。また、編集部は続けて完結編の連載を打診していたが、石ノ森が断ったため実現しなかった[要出典]。
- 聖悠紀「TWD EXPRESS」「ウォー・プリンセス」
  - 「TWD EXPRESS」の単行本第1巻は「マップス」第1巻とともにノーラコミックス第1号であり、いずれもOVA化に合わせて刊行された[要出典]。
- 山本貴嗣「シンバッド」
- 新谷かおる「白と黒の羊」
- 安彦良和「ヴイナス戦記」「安東」
- あさりよしとお「迷走学園」
- 渡瀬のぞみ（かえんぐるま）「竜児theドラゴン」「Gパッション」「薬師」「ダーク・ダッシュ」「エンジェルテスト」
- 水縞とおる「恋人は守護霊!?」「毎日が元気!!」「たのしい家族生活」
  - 「恋人は守護霊!?」は後に姉妹誌『CAIN』に移籍。
- うるし原智志「レジェンド・オブ・レムネア」「プラスチックリトル」「キラリティー」「ラグナロックシティ」
- 神北ハヤト「デコレーションパック」
- 矢野健太郎「邪神伝説シリーズ」「フライング暁姫(アキ)」「ヒーロー野郎」「ドリーマー」「P・U・L・S・E」
- 岡崎武士「EXPLORER WOMAN RAY」「カウンタック」
- 池田恵「無敵のビーナス」「無敵のビーナス 第二部」
  - 「無敵のビーナス」はドラマCD化された。
- 井原裕士「雪乃すくらんぶる」「綾音ちゃんハイキック!」
- 島田ひろかず「正義の味方計画」
- 宇田川どごら「世にも不滅な研究所」「ユーマA.D.零」
- 真鍋譲治「ビバ☆うさぎ小僧」
- 大橋薫「S○X」
- 都築和彦「IZUMO」「おさかなマーチ」
- 山田卓司「ベルセゾン」「吸血鬼にちがいない」
- 竹本泉「乙女アトラス」
- 朝霧夕「ミッドナイトパンサー」
- 岡崎つぐお「メタル・バック」
- 山下卓「メルティランサー 蒼月の涙」
- 衣谷遊「ジャンゴ」「白龍（パイロン）」
  - 「白龍」の原作は和田慎二。
- 九月姫 （原作翔企画）「モンスターメーカーD」
- 柴田昌弘「エリカ」「龍の砦」
- 平野俊弘「真彈劾凰聖伝 DOLL」
- 鈴宮和由「獣人聖域 暗闇の狩人たち」
- 曽我篤士「電脳戦隊ヴギィ'ズ★エンジェル01」
  - 原作は竹内葵。
- 克・亜樹「美少女創世伝説 PRINCESS」
  - 元々は「プリンセス」というタイトルで、学研が刊行していた隔週刊青年漫画雑誌『コミックガイズ』に連載されていたもので、同誌の休刊に伴い本誌に移動した。

### CAIN
- 青紀やまと「7人のイリア」
- 春日聖生「楽園をさがしてる」
- 垣野内成美「恋水蓮」
- きむらひろき「Jack&Chibi」「ねこサラダ」「STONE COP」
- 橘皆無「ダーク・クライブ」
- 真東砂波「天龍-TENRYU-」
- 矢崎航「竜世紀 DraginCentury」
- 花津美子「ミッションIII」

## アニメ化
| 作品                           | 発売年                 | アニメーション制作                       | 備考                 |
| ------------------------------ | ---------------------- | ---------------------------------------- | -------------------- |
| マップス（アニメ）             | 1987年（第1作）        | スタジオぎゃろっぷ、学研アニメ映像事業室 |                      |
| マップス（アニメ）             | 1994年-1995年（第2作） | 東京ムービー新社、KSS                    |                      |
| TWD EXPRESS                    | 1987年                 | スタジオぎゃろっぷ                       |                      |
| エクスプローラーウーマン・レイ | 1989年                 | アニメイトフィルム、AIC                  |                      |
| おざなりダンジョン             | 1991年                 | 東京ムービー新社                         | TVにて放送もされた。 |
| ミッドナイトパンサー           | 1998年                 | アームス                                 | アダルトアニメ       |

| 作品         | 発売年 | アニメーション制作 | 備考 |
| ------------ | ------ | ------------------ | ---- |
| ヴイナス戦記 | 1989年 | 九月社             |      |

## ノーラコミックス
ノーラコミックス（NORAコミックス）は学習研究社が発行する漫画単行本レーベル。
『月刊コミックNORA』を始めとして、前身の『SFアニメディア』、増刊の『ハイパーNORA』、姉妹誌の『アニメディア|月刊コミックPocke』・『CAIN』の掲載作品の単行本が主に発行された。これらの雑誌の休・廃刊後は元本誌である『アニメディア』やその派生誌である『メガミマガジン』などの連載作品が本レーベルで単行本化されている。
また、『NORA』の休刊前から系列ではない雑誌に掲載された作品の単行本も発行されている。このことに併せ、『NORA』休刊後もコミックス発行のため編集部自体は現在でも存続しており、2024年9月にはX（旧Twitter）公式アカウントも開設された。
表紙・背表紙には「NC(Nora Comicsの略)/ノーラコミックス」の2段文字列のロゴマークが使われていたが、本誌休刊後は『NORA COMICS』と表記したロゴマークも登場して使われており、しばらくはこちらのロゴを使用して発行していたが、前述のX（旧Twitter）公式アカウントのサムネイルには「NC」バージョンのロゴが使われ、2024年11月18日に発売された「勇気爆発バーンブレイバーン アンソロジーコミック BRAVE」では、「NC」バージョンのロゴが久々に使用された。

### 非系列誌掲載作品の単行本

#### 本誌刊行当時
- 手塚治虫『ジャングル大帝』
- あさりよしとお『まんがサイエンス』
- 長谷川裕一『機動戦士VS伝説巨神 逆襲のギガンティス』
- 宮尾岳『七味撫子うのん』

#### 本誌休刊後
- カサハラテツロー『ヴァイスの空』
- 長谷川光司『おとぎストーリー 天使のしっぽ』『流星戦隊ムスメット』『魔法少女リリカルなのはA's THE COMICS』『魔法少女リリカルなのはStrikerS THE COMICS』『魔法少女リリカルなのは The MOVIE 1st COMICS』
- かなん『ギャラクシーエンジェルII 〜天使の羽休め〜』